# 낮은 목소리
《낮은 목소리》, 원제 《낮은 목소리 - 아시아에서 여성으로 산다는 것》은 대한민국의 위안부를 소재로 한 1995년 다큐멘터리 영화이다.
1995년 야마가타 국제다큐멘터리영화제에서 아시아부문 최고상인 오가와 신스케상을 수상했다.
한국 다큐멘터리영화로는 최초로 1996년 4월 일반영화관에서 개봉돼 3만여명의 관객을 모았다.
여성영화집단 ‘바리터’, 다큐공동체 ‘푸른영상’을 거치며 제주도 매춘 여성들에 관한 다큐멘터리 <아시아에서 여성으로 산다는 것>(1993)을 발표한 변영주 감독이 그 관심을 확장해 나눔의 집을 중심으로 일본군 위안부 피해자들의 증언과 역사의 조각을 모았다.
제작진이 모두 자원봉사로 일하고 필름 1백 피트씩 기증해 제작비에 보탬을 주는 '백피트 회원'에 의한 모금 운동으로 만들어져 마지막 자막으로 4백명의 제작자를 올렸다.

## 줄거리
1993년 12월 23일, 일본 대사관 앞에서 위안부 출신 할머니의 100번째 수요 시위가 열린다. 그곳에 모인 위안부 강제 동원 할머니들과 정신대문제대책연합회 관계자들은 책임자를 처벌하고 배상금을 지불할 것을 요구한다. 1994년 8월 이후 영화는 김순덕, 박옥련, 이영숙, 박두리, 강덕경, 송판임 등 위안부 할머니 여섯 명이 함께 살고 있는 나눔의 집을 담아낸다. 할머니들은 각종 토론회와 공청회 등에 참석하며 자신들의 문제를 해결하기 위해 노력한다. 그들은 서로 마음이 맞지 않을 때도 있지만, 그림을 배우고 아픈 기억들을 공유하며 함께 살아간다.
1994년 11월 말 다큐멘터리 제작진은 중국 무한에 있는 위안부 출신 할머니들을 찾아가 인터뷰한다. 열일곱 살에 끌려와 하루 20~30명의 일본군을 받고 애 셋 딸린 중국 남성과 결혼했던 하군자 할머니, 성기가 작아 일본군을 ‘못 받는다’고 강제로 병원에서 수술까지 받아야 했던 홍강림 할머니, 딸에게 ‘부끄러운’ 과거를 고백하며 울어야 했던 김 할머니 등 중국에 남겨진 위안부 출신 할머니들의 고통스러운 과거와 현재가 영화에 담긴다.
1994년 12월 7일 서울 명동, 그해 마지막 시위에서 나눔의 집 할머니들은 위안부 문제 처리 없는 일본의 유엔 가입을 반대하는 주제로 시위를 한다. 그리고 12월 31일 할머니들과 정신대문제대책협의회 관계자들은 송년회를 열고 더 나은 새해가 되기를 기원한다.

## 출연
- 나눔의 집 할머니
- 이용수

## 기타
- 투자: 신혜은